# Lora szkarłatna
Lora szkarłatna (Pseudeos cardinalis) – gatunek średniej wielkości ptaka z rodziny papug wschodnich (Psittaculidae), wyodrębniony z rodzaju Chalcopsitta i przeniesiony do rodzaju Pseudeos na podstawie badań molekularnych. Endemiczna dla Wysp Salomona oraz Archipelagu Bismarcka (na wschód od Nowej Irlandii). Nie wyróżnia się podgatunków.
CharakterystykaNie występuje dymorfizm płciowy. Dorosły osobnik krwistoczerwony z ciemniejszymi, niemal czerwonobrązowymi skrzydłami, czarne nogi. Dziób żółtawy, szara skóra wokół dzioba i oczu. Młode z krótszym ogonem i jasnopomarańczowym dziobem z czarnym rysunkiem; mają żółtawą, a nie pomarańczowoczerwoną tęczówkę.
Wymiary
- długość ciała: 31 cm
  - skrzydło: 17,4–18,6 cm
  - ogon: 13,1–15,5 cm
  - dziób: 2–2,4 cm
  - skok: 2–2,4 cm
- masa ciała: 175–215 g

BiotopZarośla mangrowe, zadrzewione obszary, plantacje palm kokosowych oraz lasy – pierwotne i wtórne. Spotykana na wysokości do 830, a nawet 1200 m n.p.m.
ZachowaniaZwykle spotykana w koronach drzew w grupach 5–20 ptaków; lubi towarzystwo lorys górskich. Jest hałaśliwa, przelatuje pomiędzy wyspami. Zjada nektar oraz pyłek kwiatowy, małe jagody i inne owoce; bardzo lubi pyłki i nektar palm kokosowych. Zostało udowodnione, że chętniej pożywia się kwiatami o barwie czerwonej.
LęgiO zwyczajach lęgowych nie wiadomo dużo. Wykonuje tańce godowe, opuszczając i trzepocząc skrzydłami; obserwowano to na początku września. W sierpniu obserwowano kopulację, a w lutym karmienie jednego młodego. W zniesieniu 2 jaja, okres inkubacji w niewoli to 24 dni. Nie wiadomo po jakim czasie młode opuszczają gniazdo, przypuszczalnie po 11 tygodniach.
W ogrodach zoologicznychRzadko trzymana w niewoli, pierwsze 2 osobniki przybyły do ZOO w San Diego w 1944 roku. W 1976 weszły w posiadanie szwajcarskiego hodowcy R. Bukarda. Udało im się wysiedzieć jajo, ale pisklę nie przeżyło. Bardzo wrażliwa na chłód.
Status i ochronaIUCN uznaje lorę szkarłatną za gatunek najmniejszej troski (LC – least concern) nieprzerwanie od 1988 roku. Trend liczebności populacji uznaje się za stabilny. Wymieniona w załączniku II konwencji waszyngtońskiej. Ogólną populację szacuje się na ponad 100 000 ptaków.